# Cour suprême du New Hampshire
Pour les articles homonymes, voir Cour suprême.

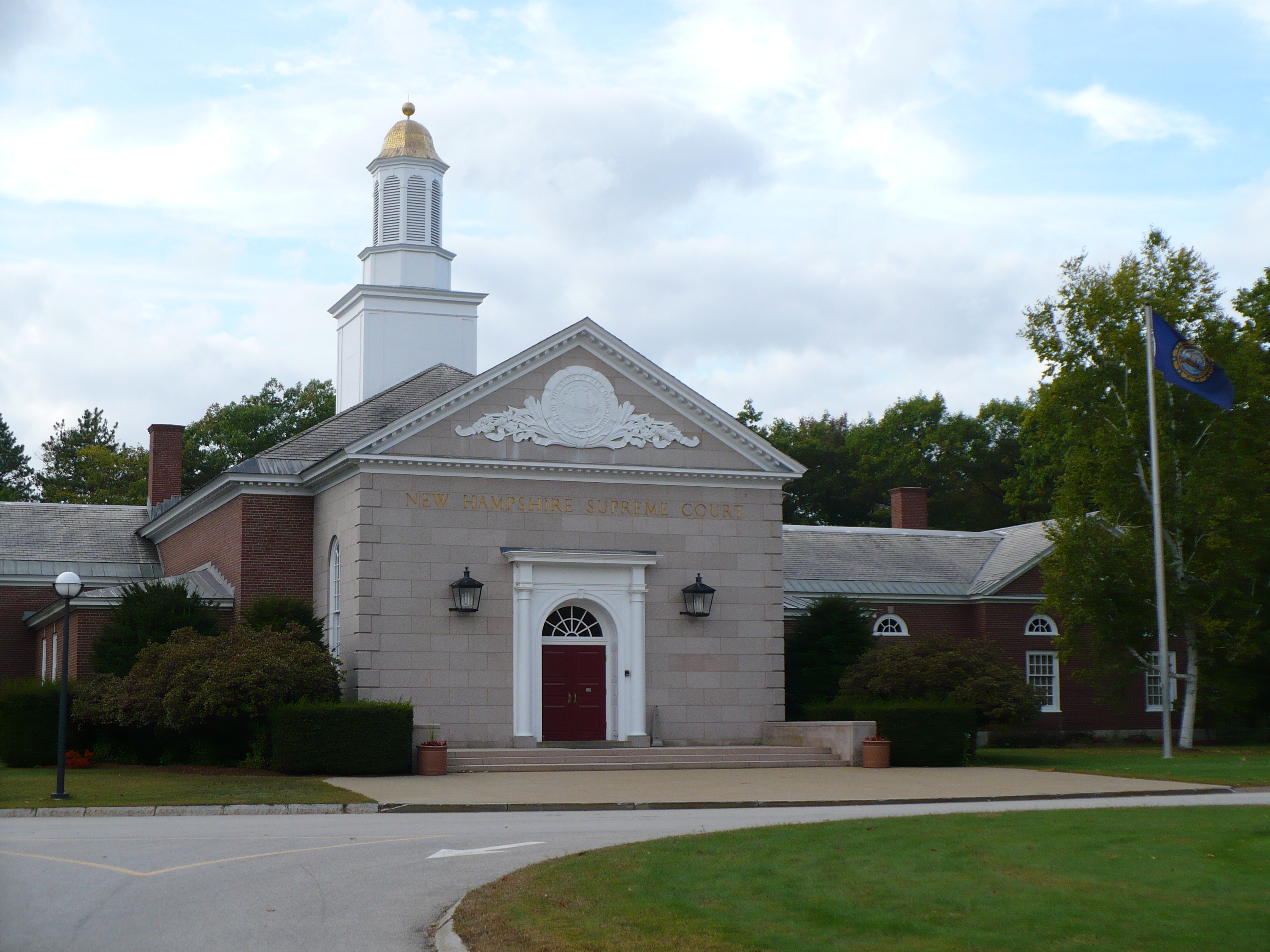
La Cour suprême du New Hampshire.

La Cour suprême du New Hampshire est la plus haute juridiction de l'État américain du New Hampshire. C'est également la seule cour d'appel de l'État, qui sont obligatoires ou discrétionnaires. Elle est composée de cinq juges nommés par le gouverneur et son conseil exécutif. Un juge doit se retirer à ses 70 ans.
De 1776 à 1876, la Cour portait le nom de Superior Court of Judicature avant de prendre son nom actuel. En 1901, le nombre de juges est passé de quatre à cinq.
Les deux seuls impeachments de l'histoire du New Hampshire ont visé deux juges de la Cour suprême : Woodbury Langdon, frère de John Langdon, en 1790 (il démissionne avant le procès au Sénat) et David Brock en 2000, qui est acquitté par le Sénat. 
David Souter a siégé à la Cour suprême du New Hampshire de 1983 jusqu'à sa nomination à la Cour suprême des États-Unis en 1990.